# L'Oiseau au plumage de cristal
Série Trilogie animalière
Le Chat à neuf queues
(1971)
Pour plus de détails, voir Fiche technique et Distribution.
L'Oiseau au plumage de cristal (L'uccello dalle piume di cristallo) est un giallo italo-allemand réalisé par Dario Argento, sorti en 1970. Il s'agit du premier long-métrage de son réalisateur ainsi que le premier film de la trilogie animalière, qui lança la mode de titres de gialli aux références animalières.
Le film suit Sam Dalmas, un écrivain italo-américain vivant à Rome avec sa petite amie Julia, mannequin. La nuit précédant son retour aux États-Unis, il est témoin de l'agression d'une femme par un mystérieux individu vêtu d'un imperméable noir. Essayant de lui porter secours, il est piégé entre les deux portes automatiques d'une galerie d'art et ne peut qu'observer pendant que l'assaillant s'enfuit. La femme, Monica Ranieri, épouse du patron de la galerie, survit à l'attaque, mais la police confisque le passeport de Sam pour l'empêcher de quitter le pays, pensant qu'il pourrait être un important témoin. Sam est alors hanté par ce qu'il a vu cette nuit-là, persuadé qu'un élément important lui échappe. Lui et son amie deviennent les nouvelles cibles du mystérieux agresseur.

## Synopsis
Sam Dalmas est un écrivain italo-américain en crise de créativité qui a décidé de passer quelque temps en Italie, pays d'origine de sa famille, pour trouver le calme et l'inspiration : il travaille à Rome dans un institut de sciences naturelles avec l'aide de Carlo, son ami ornithologue. Sam vient de terminer une étude sur les caractéristiques de certains oiseaux rares et se prépare à rentrer aux États-Unis avec sa petite amie italienne, Giulia.
Un soir, alors qu'il rentre chez lui, il est témoin d'une bagarre dans une galerie d'art entre un homme en noir et une femme, au cours de laquelle cette dernière tombe à terre, blessée : Sam prévient à temps la police et parvient ainsi à sauver la femme, qui s'avère être Monica Ranieri, la femme d'Alberto, le directeur de la galerie.
L'affaire est confiée au commissaire Morosini, qui est convaincu que l'agresseur est le même que celui qui a déjà tué trois femmes en un mois. Sam raconte tout ce qu'il sait, mais admet ne pas se souvenir d'un détail qui pourrait être décisif pour l'enquête. Le commissaire lui retire donc son passeport pour quelques jours. Pendant ce temps, le meurtrier récidive : il tue une jeune fille de 28 ans qui vit seule, la poignarde après avoir arraché ses sous-vêtements. Lorsque Monica Ranieri sort de l'hôpital, Sam se rend chez elle pour lui parler, mais Alberto lui explique qu'elle est sous l'effet de sédatifs et ne peut le recevoir.
Sam décide d'enquêter personnellement sur les meurtres du tueur en série. Il se rend chez l'antiquaire où travaillait la première victime, et le propriétaire lui explique que le jour du meurtre, celle-ci avait vendu un tableau naïf représentant des violences sur une jeune fille. Sam obtient une photographie du tableau et l'emporte chez lui pour mieux l'étudier.
Quelques jours plus tard, le commissaire rend le passeport de Sam, mais l'écrivain décide de ne pas partir car il sent qu'il est sur le point de découvrir le meurtrier. Le commissaire lui assigne donc un agent pour l'accompagner.
Un soir, alors qu'ils rentrent ensemble chez eux, Sam et Giulia sont attaqués par un tueur à gages : le policier qui les escortait est renversé par une voiture, Sam parvient à mettre Giulia à l'abri et échappe à l'embuscade. Cette fois, il parvient à voir le visage de son agresseur, mais le perd ensuite dans la foule d'un hôtel. Il raconte tout à la police, qui lui attribue deux gardes du corps, et part en même temps à la recherche du tueur à gages. Grâce à un informateur, il parvient à trouver l'endroit où il pourrait vivre, mais lorsqu'il arrive à son domicile, il le trouve déjà mort.
L'assassin se manifeste en téléphonant à la fois à la police, pour dire hardiment qu'il va tuer à nouveau, et à Sam pour lui dire de renoncer, en menaçant de tuer sa petite amie. Les deux appels téléphoniques sont enregistrés et la conclusion surprenante est qu'ils proviennent de deux voix différentes : l'inspecteur Morosini en déduit que le tueur a un complice. Dans l'un des deux enregistrements, on entend également un bruit incompréhensible : la police scientifique le compare à des centaines d'autres bruits, mais ne parvient pas à le reconnaître. Un jour, Sam fait écouter à Carlo ce bruit étrange. Son ami perçoit quelque chose et emporte la cassette chez lui pour mieux l'étudier. Cette nuit-là, le meurtrier s'en prend à une jeune fille qui rentre chez elle, la battant à mort avec un rasoir dans un ascenseur.
À la recherche d'indices, Sam décide d'aller parler au peintre à l'origine du tableau qui aurait été acheté par le meurtrier. L'artiste, Berto Consalvi, vit à Alviano dans une maison aux portes et aux fenêtres barrées, uniquement en compagnie de chats qu'il ne cesse d'engraisser. Consalvi révèle à Sam que la scène d'une agression sur une femme qu'il a peinte représente un événement réel qui s'est déroulé dix ans plus tôt : la femme a été sauvée, l'agresseur en revanche a été enfermé dans un asile.
Pendant ce temps, le meurtrier décide de tuer Giulia : elle se barricade dans la maison et tente d'appeler à l'aide, mais le meurtrier l'isole en coupant les câbles du téléphone et de l'électricité. Il tente de défoncer la porte en y ouvrant une brèche. Giulia tente en vain de réagir, mais à ce moment-là, Sam arrive et le meurtrier s'échappe.
Le lendemain, Carlo revient : il a découvert d'où provenait le bruit de l'enregistrement téléphonique : c'est le cri d'un oiseau qui vit dans le Caucase du Sud, communément appelé grue des neiges ou encore « oiseau au plumage de cristal ». Il apprend qu'il n'existe qu'un seul spécimen vivant en dehors du Caucase, au zoo de Rome. Aussitôt, Sam, Giulia, Carlo et la police se rendent au zoo pour voir l'oiseau : arrivé devant la volière, Sam remarque que la maison de Monica, la seule victime à avoir échappé au meurtrier, fait face au zoo. C'est alors qu'ils entendent des cris provenant de l'immeuble et se précipitent pour voir : ils enfoncent la porte et trouvent Albert en train d'essayer de tuer sa femme. Ils libèrent la femme et encerclent l'homme, mais dans une tentative pour se sauver, il tue un policier et saute par la fenêtre. Blessé après sa chute, il avoue être l'assassin avant de mourir.
Sam, quant à lui, part à la recherche de Monica, qui s'est échappée. Arrivé de nuit dans un immeuble apparemment inhabité, il monte les escaliers et entre dans un appartement sombre : il y trouve Carlo, qui tient un couteau ensanglanté, mais son corps s'effondre car il a été poignardé dans le dos.
Puis il entend le rire d'une femme. Au fond de la pièce, Monica apparaît, tenant un grand poignard. En le voyant, Sam se souvient du détail crucial qui lui avait échappé : lors de la première bagarre dans la galerie d'art, c'est elle qui tenait le poignard et non son adversaire. Elle était donc la véritable autrice des meurtres, et ce soir-là, elle avait également voulu assassiner son mari. Mais c'était finalement lui qui était parvenu à la blesser, et elle avait ensuite pris la fuite lorsqu'elle avait réalisé que Sam l'avait vue. Alberto, afin de couvrir sa femme, a engagé le tueur à gages pour éliminer Sam, mais il a échoué. Afin de ne pas laisser de témoins, Alberto l'a tué.
Monica s'échappe et Sam se lance à sa poursuite. Après avoir traversé une pièce sombre, elle allume la lumière : ils sont dans la galerie d'art, mais la femme a tendu un piège à Sam et fait tomber une lourde sculpture sur lui. Monica commence à jouer avec un couteau près de la tête immobilisée de Sam, mais avant de le frapper, elle est arrêtée par l'intervention rapide de la police : Giulia avait été enlevée par Monica, mais elle avait réussi à se libérer et à donner l'alerte. Sam doit donc sa vie à Giulia.
Lors d'une interview télévisée, le psychiatre de Monica raconte son histoire : dix ans plus tôt, Monica a été agressée et a subi un traumatisme. Un jour, elle regarde par hasard le tableau de Consalvi qui représente la scène de violence qu'elle a subie. C'est alors que le souvenir du traumatisme éveille en elle un trouble schizophrénique ; étrangement, elle s'identifie non pas à la victime, mais à l'agresseur, peut-être pour chasser ce souvenir dramatique de sa mémoire. Son mari était devenu son complice pour la protéger. Le lendemain, Sam et Giulia peuvent enfin prendre l'avion pour les États-Unis.

## Fiche technique
- Titre français : L'Oiseau au plumage de cristal
- Titre original : L'uccello dalle piume di cristallo
- Réalisation : Dario Argento
- Scénario : Dario Argento, d'après le roman La Belle et la Bête (The Screaming Mimi) de Fredric Brown, publié en 1949.
- Musique : Ennio Morricone avec un chant d'Edda Dell'Orso
- Photographie : Vittorio Storaro
- Montage : Franco Fraticelli
- Décors et costumes : Dario Micheli
- Production : Salvatore Argento et Artur Brauner (non crédité)
- Sociétés de production : CCC-Filmkunst, Glazier et Seda Spettacoli
- Pays de production :  Italie,  Allemagne de l'Ouest
- Langue originale : italien
- Format : Couleurs - 2,35:1 - Son mono - 35 mm
- Genre : Giallo
- Durée : 98 minutes
- Dates de sortie : 
  - Italie : 19 février 1970
  - France : 30 juin 1971
- Classification : 
  - France : Interdit aux moins de 12 ans lors de sa sortie en salle
- Affiche : Jouineau Bourduge (France)

## Distribution
- Tony Musante (VF : Michel Paulin) : Sam Dalmas
- Suzy Kendall (VF : Martine Messager) : Giulia
- Enrico Maria Salerno (VF : Michel Barbey) : Commissaire Morosini
- Eva Renzi (VF : Viviane Elbaz) : Monica Ranieri
- Mario Adorf (VF : Michel Gatineau) : Berto Consalvi
- Umberto Raho (VF : René Bériard) : Alberto Ranieri
- Renato Romano (it) (sous le nom de « Raf Valenti ») (VF : Yves Barsacq) : Carlo Dover
- Giuseppe Castellano : Monti
- Pino Patti (it) : Er Filagna
- Gildo Di Marco (VF : Claude Mercutio) : Garullo, dit « Addio »
- Rosita Toros : la quatrième victime
- Omar Bonaro : un agent de police
- Fulvio Mingozzi : un agent de police
- Werner Peters (VF : Claude D'Yd) : l'antiquaire
- Karen Valenti : Tina
- Carla Mancini : la fille regardant la télévision
- Bruno Erba : policier
- Reggie Nalder : Er Siringa, l'homme en jaune

## Production

### Genèse et développement
Bernardo Bertolucci avait été chargé de réaliser un film adapté du roman La Belle et la Bête (The Screaming Mimi) de Fredric Brown publié en 1949. Il connaissait beaucoup de jeunes gens prometteurs. Pour adapter le roman au grand écran, il a choisi un réalisateur presque inconnu de l'époque, Dario Argento, un ancien critique de cinéma et scénariste avec qui il avait collaboré sur le scénario d'Il était une fois dans l'Ouest. Argento a consacré beaucoup d'efforts à l'écriture du scénario, et l'histoire qu'il a imaginée a commencé à le fasciner au point qu'il a progressivement décidé de la modifier, la façonnant au gré de ses fantasmes et de ses inspirations oniriques. Une fois le travail terminé, Argento propose le sujet à divers producteurs, mais il ne veut pas que son scénario soit modifié ni qu'on attribue la paternité du scénario à quelqu'un d'autre de plus connu que lui comme tendent à le faire certains producteurs.
Ainsi, avec l'aide de son père Salvatore, Dario Argento fonde la société de production indépendante Seda Spettacoli, avec laquelle il parvient à s'autofinancer. Il tient beaucoup au respect de ce premier scénario en raison de tout l'engagement personnel qu'il avait mis dans son écriture. En outre, l'auteur rappelle que les caractéristiques particulières du film, tant en termes de contenu que de style visuel, le rendaient très inhabituel et en contraste avec les habitudes narratives et formelles typiques de l'époque, comme le fait qu'il se déroule à Rome. Il se sent donc finalement contraint de le réaliser lui-même, en raison d'un manque de confiance envers ses autres collègues.

### Tournage
Le tournage a commencé en septembre 1969 et a duré six semaines, 25 août au 14 octobre 1969. Il a été le théâtre de quelques désaccords entre Argento et l'acteur Tony Musante, qui n'appréciait pas les improvisations répétées d'Argento. Il a également souffert de tentatives de boycott de la part du distributeur de Titanus, Goffredo Lombardo, mécontent du métrage tourné après seulement une semaine de tournage et déterminé à confier la suite du film au réalisateur Ferdinando Baldi. La production a également été confrontée aux risques constants qu'Argento dépasse les coûts de production en allongeant les temps de tournage, et par le souci constant de ne pas gaspiller plus de pellicule que nécessaire. La plupart des extérieurs ont été tournés dans le quartier de Flaminio à Rome : l'immeuble de la famille Ranieri se trouve Via Donatello, à quelques pas du Largo Antonio Sarti, où se trouve l'immeuble avec l'escalier triangulaire où se déroule la scène du meurtre de l'ascenseur. D'autres lieux de tournage incluent aussi Pise, Naples ainsi que les studios De Paolis, à Rome,.
S'inspirant de Mario Bava (en particulier, des deux gialli La Fille qui en savait trop de 1963 et Six Femmes pour l'assassin de 1964), ainsi que de certains procédés du western italien, l'ancien critique de cinéma fait ses débuts derrière la caméra, apportant au giallo ses innovations sur le langage du cinéma. Parmi les séquences innovantes, citons le plan subjectif de la chute d'Alberto Ranieri par la fenêtre, semblable à celui qu'Antonio Pietrangeli avait réalisé dans Je la connaissais bien pour filmer le suicide final d'Adriana.
La silhouette et les mains du tueur sont celles de Dario Argento. Reggie Nalder, qui joue dans le film le traqueur en veste jaune, est surtout connu pour avoir joué le rôle de Rien dans L'Homme qui en savait trop d'Alfred Hitchcock, le tueur engagé pour tuer le chef d'État étranger au théâtre. Au départ, sa contribution au film n'était pas envisagée : Argento lui a proposé le rôle après l'avoir rencontré par hasard à Rome, où l'acteur devait à l'époque participer à une série télévisée américaine en partie tournée en Italie.
L'oiseau du titre, la grue des neiges (Hornitus nevalis), n'existe pas et est en fait une grue couronnée commune (Balearica pavonina) originaire de la savane aride au sud du Sahara.

## Accueil
Lors de sa sortie dans les salles de cinéma italiennes en février 1970, le film est accueilli plutôt froidement dans les salles du nord de l'Italie ; il s'en sort mieux dans le centre et le sud. Petit à petit, le succès obtenu dans les villes du centre et du sud a attiré l'attention sur le film dans le nord également ; L'oiseau aux plumage de cristal rapporte un total de 1,4 milliard de lires pour 4,2 millions d'entrées, ce qui en fait le 17e film le plus rentable de la saison 1969-70. 
Philippe Paul dans DVDclassik dit du film qu'il « marque une date dans l’histoire du cinéma italien. Inspiré par les films précurseurs de Mario Bava, Dario Argento lance un genre à lui tout seul tout en en définissant le mètre étalon. Esthétique, personnage ou construction scénaristique, tout est inventé dans ce film en atteignant déjà un niveau de qualité presque inégalable ».
En mentionnant L'oiseau aux plumage de cristal et ses suites, Olivier Père, directeur d'Arte France, déclare que ces « exercices antoniono-hitchockiens dans lesquels le jeune cinéaste italien s’amuse à tromper les sens des spectateurs n’ont pas très bien vieilli, mais demeurent d’honnêtes séries B policières ».
De même, Télérama met la note « bof » au film, le caractérisant de « thriller parodique » et commente « Sous ses dehors artisanaux et désinvoltes, ce thriller romain repose sur l'idée que toute image est un mensonge à déjouer - le sujet de Blow-Up, d'Antonioni, film phare sorti trois ans plus tôt ».

### Récompenses et distinctions
- Nomination au prix Edgar Allan Poe du meilleur film en 1971.

## Suites
L'Oiseau au plumage de cristal est le premier film de la trilogie animalière du cinéaste, qui sera suivi du Chat à neuf queues et de Quatre Mouches de velours gris, tous deux réalisés en 1971.